# Гончаровское сельское поселение (Ленинградская область)

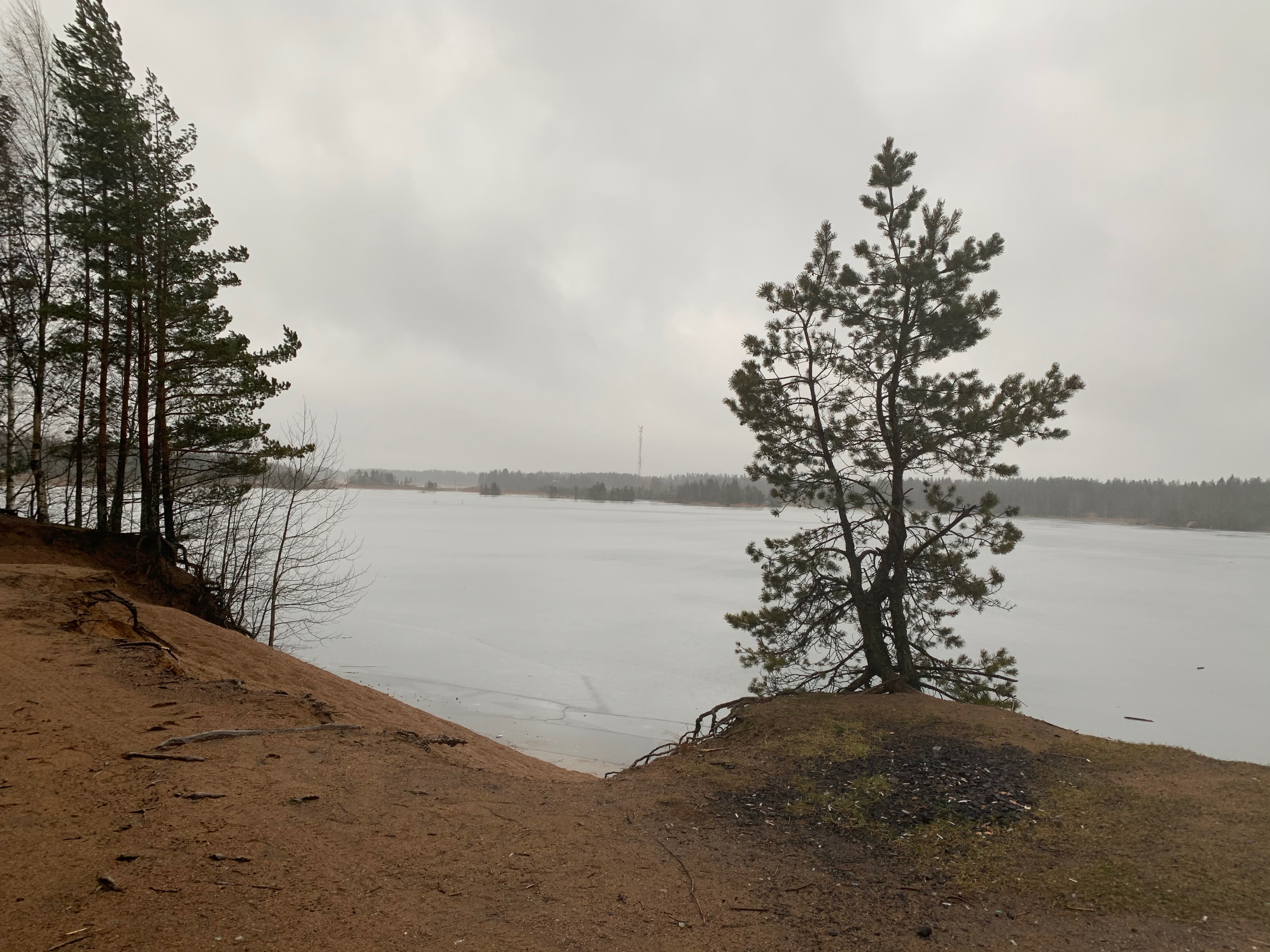
Озеро близ автодороги

Гончаро́вское се́льское поселе́ние — муниципальное образование в составе Выборгского района Ленинградской области. Административный центр — посёлок Гончарово.

## Географические данные
- Общая площадь: 914,3 км²
- Расположение: восточная часть Выборгского района
- Граничит:
  - на севере — с Каменногорским городским поселением
  - на востоке — с Приозерским районом
  - на юге — с Красносельским сельским поселением и Полянским сельским поселением
  - на западе — с Советским городским поселением и городом Выборгом
  - на юге, юго-востоке и юго-западе — с Приморским городским поселением

По территории поселения проходят автомобильные дороги:
- А181 (часть E 18) «Скандинавия» (Санкт-Петербург — Выборг — граница с Финляндией)
- 41К-024 (Среднегорье — ур. Топольки)
- 41К-083 (Молодёжное — Черкасово)
- 41К-084 (Зверево — Малиновка)
- 41К-091 (Моховое — Ключевое)
- 41К-095 (подъезд к п. Смирново)
- 41К-181 (Огоньки — Толоконниково)
- 41К-206 (подъезд к ст. Лебедевка)
- 41К-207 (Выборг — Смирново)
- 41К-419 (Пальцево — Гвардейское)
- 41К-445 (подъезд к пос. Перово)
- 41К-449 (подъезд к пос. Барышево)
- 41К-450 (Житково — Щербаково)

Расстояние от административного центра поселения до районного центра — 15 км.
- По территории поселения проходит железная дорога Выборгского направления. Остановочные пункты: Верхне-Черкасово, 117-й км, Лебедевка, Гаврилово.

## История
24 ноября 1944 года из Карело-Финской ССР в Ленинградскую область вместе с другими сельсоветами Выборгского района был включен Кяхярский сельсовет.
1 октября 1948 после переименования посёлка Кяхяри в Гончарово сельсовет был переименован в Гончаровский.
16 июня 1954 центр сельсовета был переведен в посёлок Гвардейское, сельсовет переименован в Гвардейский, а бывший центр — посёлок Гончарово передан Черкасовскому сельсовету.
В 1970-е годы центр Черкасовского сельсовета был перенесен в посёлок Гончарово, сельсовет переименован в Гончаровский.
18 января 1994 года постановлением главы администрации Ленинградской области № 10 «Об изменениях административно-территориального устройства районов Ленинградской области» Гончаровский сельсовет, также как и все другие сельсоветы области, преобразован в Гончаровскую волость.
1 января 2006 года в соответствии с областным законом № 17-оз от 10 марта 2004 года «Об установлении границ и наделении соответствующим статусом муниципальных образований Всеволожский район и Выборгский район и муниципальных образований в их составе» образовано Гончаровское сельское поселение. В его состав вошли территории бывших Гавриловской, Гвардейской, Гончаровской и Житковской волостей.

## Демография
| 2006  | 2010  | 2011  | 2012  | 2013  | 2014  | 2015  |
| ----- | ----- | ----- | ----- | ----- | ----- | ----- |
| 9200  | ↗9519 | ↗9526 | ↗9557 | ↗9658 | ↗9834 | ↗9856 |
| 2016  | 2017  | 2018  | 2019  | 2020  | 2021  | 2023  |
| ↗9881 | ↘9818 | ↘9735 | ↘9579 | ↘9433 | ↘8618 | ↘8569 |
| 2024  |       |       |       |       |       |       |
| ↘8507 |       |       |       |       |       |       |

## Состав сельского поселения
В состав поселения входят 18 населённых пунктов:
| №  | Населённый пункт | Тип населённого пункта              | Население |
| -- | ---------------- | ----------------------------------- | --------- |
| 1  | Барышево         | посёлок                             | ↗342      |
| 2  | Вещево           | посёлок при железнодорожной станции | ↘1325     |
| 3  | Вещево           | посёлок                             | ↗107      |
| 4  | Гаврилово        | посёлок                             | ↘1205     |
| 5  | Гвардейское      | посёлок                             | ↗335      |
| 6  | Гончарово        | посёлок, административный центр     | ↗1421     |
| 7  | Гранитное        | посёлок                             | ↗12       |
| 8  | Житково          | посёлок                             | ↗863      |
| 9  | Зверево          | посёлок                             | ↗34       |
| 10 | Кузьминское      | посёлок                             | ↗71       |
| 11 | Лебедевка        | посёлок при железнодорожной станции | ↗178      |
| 12 | Овсово           | посёлок                             | ↘60       |
| 13 | Пальцево         | посёлок                             | ↗108      |
| 14 | Перово           | посёлок                             | ↘1763     |
| 15 | Смирново         | посёлок                             | ↗117      |
| 16 | Толоконниково    | посёлок                             | ↗47       |
| 17 | Улыбино          | посёлок                             | ↗34       |
| 18 | Черкасово        | посёлок                             | ↘596      |

## Местное самоуправление
Главой поселения является Блинова  Марина Агеевна, главой администрации — Симонов Андрей Викторович.

## Экономика
На территории поселения располагаются следующие предприятия:
- ООО «Рыбстандарт», в пос. Барышево. Занимается разведением рыбы, её хранением и доставкой.
- ЗАО «Гавриловское карьероуправление». Находится в пос. Гаврилово. Занимается добычей и переработкой камня.
- ООО «Выборгторф». Находится в пос. Вещево. Занимается добычей торфа для сельскохозяйственных нужд.
- ООО «Балтморстрой-ЛТУ». Находится в пос. Перово. Занимается изготовлением и монтажом металлоконструкций.
- ОАО «Гранит-Кузнечное». Филиал производства располагается в пос. Гаврилово. Занимается производством гранитного щебня.
- ООО «Союз-В». Находится в пос. Черкасово. Предприятие занимается обработкой древесины.